# Bahnhof Iwanai
Der Bahnhof Iwanai (jap. 岩内駅, Iwanai-eki) ist ein ehemaliger Bahnhof auf der japanischen Insel Hokkaidō. Er befand sich in der Unterpräfektur Shiribeshi auf dem Gebiet der Stadt Iwanai und war von 1912 bis 1985 in Betrieb.

## Beschreibung
Iwanai war die westliche Endstation der 14,9 km langen Iwanai-Linie, die in Kozawa von der Hakodate-Hauptlinie abzweigte. Der Bahnhof lag im Stadtzentrum in unmittelbarer Nähe des Hafens und war von Osten nach Westen ausgerichtet. Zuletzt verfügte er noch über ein Gleis für den Personenverkehr, mit dem Empfangsgebäude an der Südseite der Anlage. Die Strecke endete nicht im eigentlichen Bahnhof, sondern führte noch etwa 100 Meter weiter westwärts zu einem stumpf endenden Gleis, an dem sich ein Güterschuppen befand. Aus diesem Grund war Iwanai betrieblich kein Kopfbahnhof, sondern ein Durchgangsbahnhof. Zwischen dem Personenbahnhof und dem nördlich davon gelegenen Hafenbecken erstreckten sich Gleisanlagen einer Grubenbahn. Dort verlud man Steinkohle aus dem Bergwerk Hossoku auf Frachtschiffe. Nach der Stilllegung der Strecke wurden alle Bahnanlagen entfernt.

## Geschichte

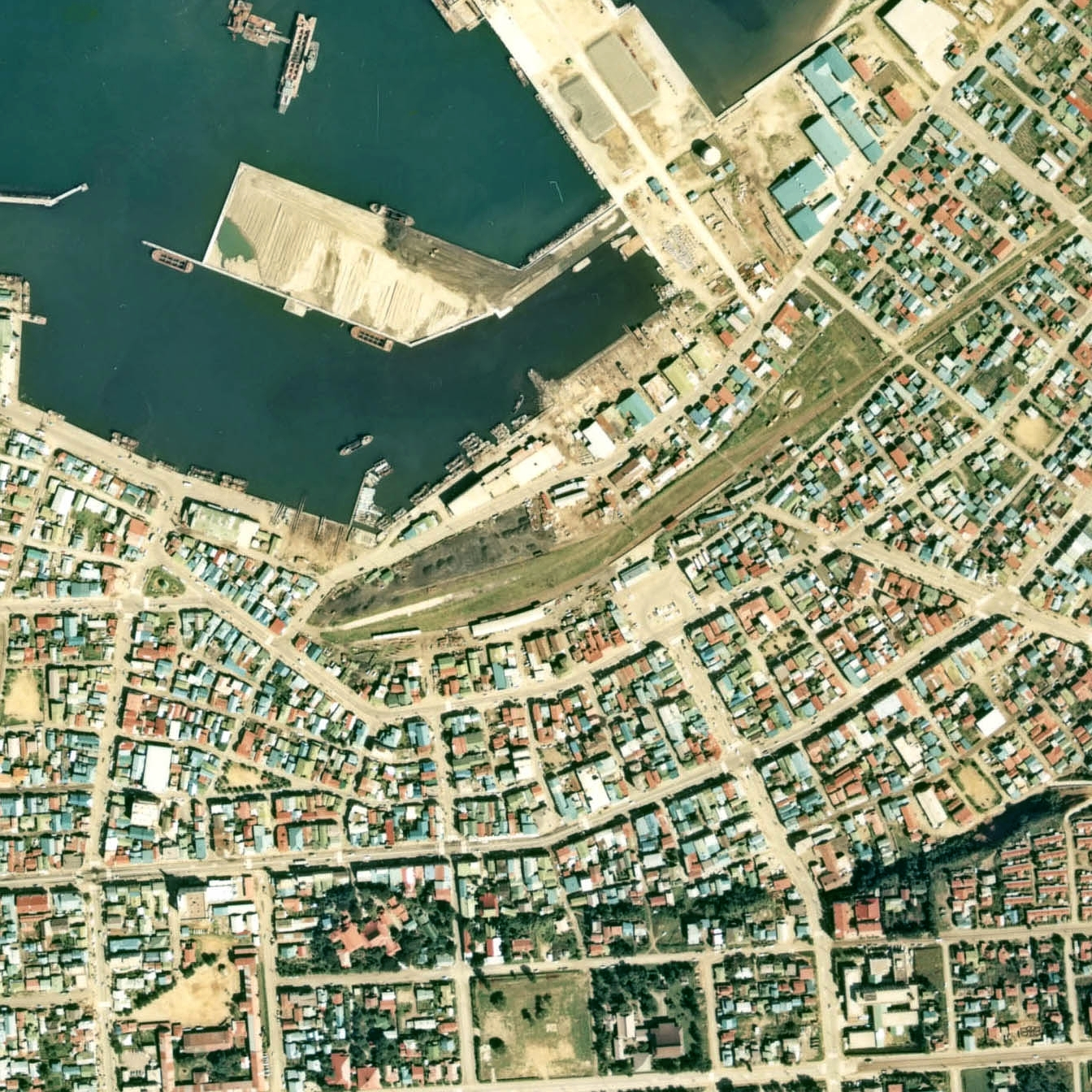
Luftansicht (1976)

Von 1905 bis 1911 verband eine Kleinbahn der privaten Gesellschaft Iwanaibashi Tetsudō den Bahnhof Kozawa mit dem Hafen von Iwanai. Sie war 17,8 km lang, hatte eine Spurweite von 762 mm und wurde von Pferden gezogen. Nach ihrer Stilllegung baute das Eisenbahnamt (das spätere Eisenbahnministerium) die rund drei Kilometer kürzere kapspurige Iwanai-Linie und eröffnete sie am 1. November 1912.
Das Bergbau-Unternehmen Kayanuma Tankō beförderte ab 1931 Steinkohle aus dem Bergwerk Hossoku mittels einer Seilbahn nach Iwanai. Diese wurde am 27. Oktober 1946 durch eine kapspurige Grubenbahn von 6,3 km Länge ersetzt, die im Bahnhof Iwanai an das bestehende Eisenbahnnetz anschloss. 1949 baute die Japanische Staatsbahn ein neues Empfangsgebäude. Am 26. September 1954 zog der Taifun Marie über Iwanai; ein dadurch ausgelöster Großbrand zerstörte 3300 Häuser in der Stadt, darunter auch den Bahnhof. Der daraufhin errichtete Neubau war am 27. Dezember 1955 vollendet.
In den 1950er Jahren plante die Staatsbahn, die Iwanai-Linie entlang der Küste um 43,9 km zu verlängern. Sie hätte bei Yubetsu auf die Strecke der Gesellschaft Suttsu Tetsudō zum Bahnhof Kuromatsunai treffen sollen. Zwar fand am 24. Dezember 1972 fand ein Spatenstich statt, doch kurz darauf wurde das Projekt aufgegeben.
Die Grubenbahn war bis zum 12. November 1962 in Betrieb. Am 1. Februar 1984 stellte die Staatsbahn den Güterverkehr und die Gepäckaufgabe ein, am 1. Juli 1985 legte sie die Iwanai-Linie still. Nach einem Umbau dient das Empfangsgebäude seit 1993 als Raststätte (Michi no eki). Auf einem Teil des früheren Gleisfelds steht ein Busbahnhof.